# Núi Túy Vân
Núi Túy Vân là một ngọn núi thuộc xã Vinh Hiền, huyện Phú Lộc, thành phố Huế.

## Vị trí
Núi nằm ở Đông Bắc huyện Phú Lộc, tên cũ là Mỹ Am Sơn, năm 1825 vua Minh Mạng đổi tên là Túy Hoa Sơn, năm 1841 vua Thiệu Trị đổi lại là Túy Vân Sơn có dựng bi ký thắng tích.
Trên đỉnh núi có ngôi cổ tự. Chung quanh khu vực núi có thể tìm thấy một số di vật Champa và dấu vết của một ngôi tháp nổi tiếng của người Champa trên núi Linh Thái, một ngọn núi nằm phía Đông núi Túy Vân